# Jaarbeurs Bandung
De Jaarbeurs Bandung is een gebouwencomplex in de Indonesische stad Bandung uit 1920. De komst van de Jaarbeurs luidde voor Bandung het begin van de moderne architectuur.
Het art-deco hoofdgebouw werd ontworpen door de Nederlandse architect Charles P. Wolff Schoemaker en kent meerdere hoogteverschillen. Schoemaker ontwierp het gebouw na zijn studiereis door de Verenigde Staten en bij het ontwerp was hij duidelijk geïnspireerd geraakt door Frank Lloyd Wright. In het complex werden vele verschillende beurzen, evenementen, congressen en vergaderingen gehouden. Sinds decennia is het militaire commando van de Siliwangidivisie gevestigd in dit pand.

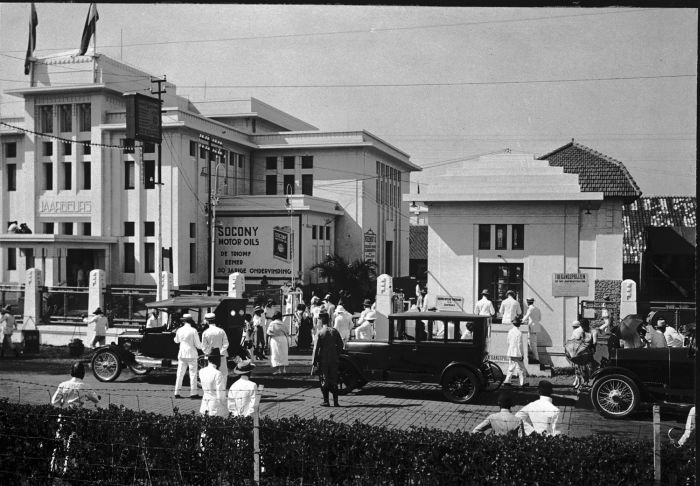
Auto's bij de Jaarbeurs, tussen 1920 en 1926
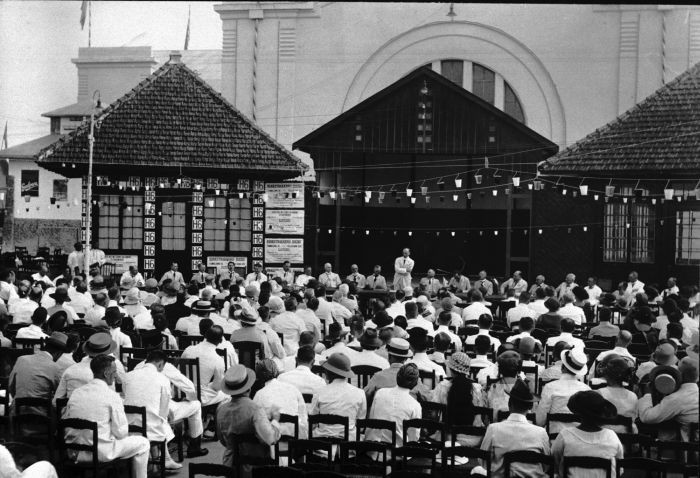
Bijeenkomst tijdens de Jaarbeurs, tussen 1920 en 1926